# 笏石街道
笏石街道（/kʰyɒ˥˥ liau˩˧/）是中国福建省莆田市秀屿区下辖的一个街道。
2025年1月12日，福建省人民政府批准撤销笏石镇。2025年2月10日，莆田市人民政府批准设立笏石街道，街道办事处驻地、政区专名、管辖范围不变。

## 历史沿革
今笏石街东面约0.5千米，原有一小丘上有一圆板石天然卓立，晶莹如笏板，百姓呼为企石；其石全境可见，后取缙笏朝天之意，雅化为“笏石”，周边群众也乐于把自己生活劳作之地命名为“笏石”。
宋、元属崇福乡合浦里，明、清属七区。明弘治十六年（1503年）《兴化府志》载“跂石，属崇福乡合浦里”；同书卷四十三“陈睿杰传”载“合浦里笏石人也”；说明明代中期已有“跂石”“笏石”的地名。民国二年（1913年）设镇公所，属莆田县第五区，领2镇34乡242附乡。民国三十一年设笏石区署，领15乡185保。1950年属第五区公所，驻地笏石，领30乡。1965年设笏石公社，驻地笏石街，管辖32个街、生产大队。1990年12月改笏石镇，辖1个居委会26个村委会。2002年隶秀屿区。

## 行政区划
笏石街道共辖1个社区及26个行政村，分别是：
笏石社区、北埔村、顶社村、炮厝村、温东村、篁山村、西田村、四新村、东华村、秀山村、来塘村、来垞村、苏塘村、四村、大坵村、珠坑村、下郑村、坝津村、西徐村、岭美村、杨林村、刘厝村、度田村、岐厝村、梅山村、松林村、丙仑村和吴黄村。

## 交通
- 杭福深铁路：莆田站